# Joachim Hagel
Joachim Hagel OPraem (* 27. Juli 1961 in Münster in Westfalen) ist ein deutscher Ordensgeistlicher und Theologe.

## Leben
Joachim Hagel studierte von 1982 bis 1989 Katholische Theologie und Volkswirtschaftslehre an der Westfälischen Wilhelms-Universität Münster. 1992 wurde er in Münster bei Wim Kösters und Franz Furger mit der wirtschaftsethischen Arbeit zum Dr. rer. pol. promoviert. 1997 habilitierte er sich bei Werner Wolbert an der Universität Salzburg.
Am 30. August 1987 trat Joachim Hagel in die Prämonstratenser-Chorherren-Abtei im Duisburger Stadtteil Alt-Hamborn ein. Nach einem Noviziat im Stift Schlägl in Oberösterreich empfing er am 27. Oktober 1989 die Diakonweihe in der Abtei Hamborn. Am 30. August 1991 legte Hagel seine feierliche Profess in der Abteikirche in Hamborn ab. Am 28. Mai 1992 empfing er die Priesterweihe. Er war Kooperator in St. Joseph in Hamborn (1992–1994), Subsidiar in der bayrischen Pfarre Teisendorf (1994–1996) und Kaplan in St. Joseph in Hamborn (1996–1997). Er war Pfarradministrator und Leiter der bayrischen Pfarren Langengeisling und Eitting (1997–2003). Neben Schulunterricht an verschiedenen Schulen war er Seelsorger bei den Schulschwestern von Hallein bei Salzburg (2002–2003) und 2004  Pfarrverwalter  der  Pfarreien  Bendorf-Sayn  und  Bendorf-Mülhofen / Bistum Trier. Er war Pfarrprovisor der Pfarre Elixhausen im Erzbistum Salzburg (2006–2009; 2011–2015) und Pfarradministrator des Pfarrverbandes Waakirchen-Schaftlach im Erzbistum München und Freising. 
Vom 1. September 2015 bis zum 28. Februar 2021 war er Pfarrprovisor im Pfarrverband Salzkammergut mit Sitz an der Pfarrkirche Strobl in Strobl am Wolfgangsee sowie in Fuschl am See, Sankt Gilgen und Abersee im Erzbistum Salzburg.
Seit dem 1. März 2021 ist Hagel Pfarrverwalter der Pfarrei St. Johannes Evangelist Selm-Cappenberg in Westfalen mit Sitz an der ehemaligen Stiftskirche des ehemaligen Prämonstratenser-Chorherrenstifts Kloster Cappenberg.
Hagel ist seit 2006 Richter und Ehebandverteidiger am Metropolitan- und Diözesangericht Salzburg. Seit 2007 ist er Verbindungsseelsorger der K.Ö.H.V. Rheno-Juvavia zu Salzburg im Österreichischen Cartellverbands (ÖCV).

## Wissenschaftliches Wirken
Hagel hatte Lehraufträge für Christliche Sozialwissenschaft an der Theologischen Fakultät Fulda (1997–2003),  für Wirtschaftsethik und für Volkswirtschaftslehre an der Fachhochschule Salzburg (2005–2008), Vertretungsprofessur (2005–2007) sowie Gastprofessur (2006–2007) für Christliche Sozialwissenschaft an der Katholisch-Theologischen Fakultät der Universität Erfurt und für Christliche Sozialethik an der Philosophisch-Theologischen Hochschule Benediktbeuern (2007–2009). Er war Dozent am Institut für Kirche, Management und Spiritualität (IKMS) der Philosophisch-Theologischen Hochschule Münster (2007–2012). 1998 erhielt er die Venia Docendi für das wissenschaftliche Fach Moraltheologie an der Universität Salzburg.
2009 erfolgte die Ernennung zum Professor für katholische Moraltheologie und Christliche Sozialethik an der PTH Benediktbeuern. Von 2011 bis 2014 hatte er einen Lehrauftrag, dann Gastprofessur für das Fach Moraltheologie an der Katholisch-Theologischen Fakultät Salzburg inne; zudem hatte er von 2012 bis 2015 einen Lehrauftrag und Vertretungsprofessur für Moraltheologie an der Katholisch-Theologischen Fakultät der Universität Augsburg inne. 2014/2015 war er als Lehrauftrager für Wirtschaftsethik bzw. Christliche Sozialethik an der Katholisch-Theologischen Fakultät der Universität Erfurt sowie 2016 als Lehrbeauftragter an der Theologischen Fakultät Fulda und am Katholisch-Theologischen Seminar in Marburg tätig.
Von 2012 bis heute unterrichtet er Wissenschaftsethik und Gender Studies an der Naturwissenschaftlichen Fakultät der Universität Salzburg und ist zudem als Universitätsdozent für Moraltheologie am Institut für praktische Theologie der Universität Salzburg engagiert.
Hauptlehr- und Forschungsgebiete von Hagel sind Grundfragen philosophischer und theologischer Ethik, Theorien der Gerechtigkeit, die Tradition der Katholischen Moraltheologie und der Katholischen Soziallehre sowie Wirtschafts- und Unternehmensethik.

## Ehrungen
- Kommende-Förderpreis für seine Doktorarbeit (1994)
- Wissenschaftspreis des Katholisch-Sozialen Instituts der Erzdiözese Köln für die Habilitationsschrift (2000)

## Schriften
- Effizienz und Gerechtigkeit: ein Beitrag zur Diskussion der ethischen Aspekte in der neoklassischen Wohlfahrtstheorie, Nomos 1993, ISBN 3789030074
- Solidarität und Subsidiarität - Prinzipien einer teleologischen Ethik?: eine Untersuchung zur normativen Ordnungstheorie, Tyrolia-Verlag 1999, ISBN 370222226X

Herausgeber
- Joachim Hagel O.Praem. (Hg.) / Josef Kandler (Hg.) / Andreas Michael Weiß (Hg.): Gerhard Holotik – Pneumatologie, Spiritualität und christliche Verantwortung, EOS 2010, ISBN 978-3-8306-7416-0 (Festschrift zum 70. Geburtstag von Gerhard Holotik).